# Poupoupidou (film)
Pour les articles homonymes, voir Poupoupidou.
Pour plus de détails, voir Fiche technique et Distribution.
Poupoupidou est un film français réalisé par Gérald Hustache-Mathieu en 2010 et sorti en salles en France le 12 janvier 2011.
Douze ans après la sortie du film, le réalisateur rassemble la même équipe pour le tournage d'une série télévisée adaptée de l'œuvre – avec cependant une intrigue policière différente – et intitulée Polar Park qui est diffusée par Arte en novembre 2023.

## Synopsis
David Rousseau, un écrivain de polars en panne d'inspiration et de passage à Mouthe – dans la vallée la plus froide de France –, ne croit pas au suicide de Candice Lecœur, une starlette locale, et enquête sur sa mort avec l'aide du brigadier Bruno Leloup. Il découvre alors plusieurs similitudes entre le passé de Candice Lecœur et celui de Marilyn Monroe.

## Fiche technique
Sauf indication contraire, les informations mentionnées dans cette section peuvent être confirmées par la base de données cinématographiques IMDb,  présente dans la section « Liens externes ».
- Titre original : Poupoupidou
- Titre anglais : Nobody Else But You
- Réalisateur : Gérald Hustache-Mathieu
- Scénario, adaptation et dialogues : Gérald Hustache-Mathieu et Juliette Sales
- Directeur de la photographie : Pierre Cottereau
- Assistants réalisateurs : Léonard Vindry, Virginie Audouard
- Décors : Marie-Hélène Sulmoni
- Costumes : Pierre Canitrot
- Montage : Valérie Deseine
- Musique originale : Stéphane Lopez
- Producteurs : Isabelle Madelaine et Nicolas Picard
- Sociétés de production : Dharamsala, France 2 Cinéma, Soficinéma 6, La Banque Postale Images 3, Canal+, CinéCinéma, France Télévisions
- Sociétés de distribution : Diaphana Distribution (France), Koch Media (Allemagne), First Run Features (en) (Etats-Unis), Polyfilm (de) (Autriche),
- Genre : Comédie et thriller
- Durée : 102 min
- Pays d'origine : France
- Langue : français
- Format : couleur - noir et blanc - 2.35:1 - Stéréo
- Sortie : voir section dédiée

## Distribution
- Jean-Paul Rouve : David Rousseau
- Sophie Quinton : Martine Langevin alias Candice Lecœur
- Guillaume Gouix : Gendarme Bruno Leloup
- Olivier Rabourdin : Maréchal des logis-chef Colbert
- Joséphine de Meaux : Cathy
- Arsinée Khanjian : Juliette Geminy
- Clara Ponsot : Betty, la réceptionniste
- Éric Ruf : Simon Denner
- Jenny Bellay : Mme Humbert
- Lyes Salem : Gustave Materazzi
- Ken Samuels : Jean-François Burdeau
- Antoine Chappey : Bernard-Olivier Burdeau
- Frédéric Quiring : Clément Leprince
- Antoine Michel : Le pompier
- Robin Causse : Assistant-réalisateur météo
- Nicolas Robin : Julien Charlemagne
- Émilie Hantz : Fille discothèque 1
- Clothilde Pierre : Fille discothèque 2
- Dominique Foure : La notaire
- Gérard Bôle du Chaumont : Le skieur de fond
- Marjorie Heirich : La fromagère
- Jérôme Rousselet : Le journaliste France 3
- Thomas Fisseau : Le fils Blanchard
- Arnaud Duléry : L'interne
- Pascal Fauchet : L'animateur de la Biennale agricole
- François Lescurat : Le réalisateur Mouthopolis
- Christian Spinelli : Le directeur de la fromagerie
- Teddy Cannelle : Le journaliste de L'Est républicain
- Jean-Louis Tilburg : Le photographe caserne
- Sandy Fahri : La maquilleuse de Mouthopolis
- Florent Brichoux : Le curé
- Michel Pécoud : Le gendarme de la chapelle
- Éléa Clair : Collaboratrice de l'agence de pub
- Vanessa Seydoux : Animatrice de Mouthopolis
- André Royet : Pierre Cottereau
- Carine Bordet : Jacqueline Burdeau
- Nicolas Duvauchelle : La voix off de Fred (non crédité)
- Milo Hustache-Mathieu : Julien Charlemagne à 11 ans
- Anne Le Ny : Victoria Principal (voix)
- Finnegan Oldfield : Richi
- Éva Jarriau : L'apprentie coiffeuse

## Production
Le budget total du film est de 3,27 M€.

### Tournage
Le tournage a lieu de janvier à mars 2010 à Mouthe, Les Fourgs, Jougne, Métabief, Malbuisson, Labergement-Sainte-Marie (Le Montrinsans) et Paris.

## Accueil

### Sorties
- France : 12 janvier 2011
- Belgique : 9 février 2011
- Pays-Bas : 8 septembre 2011
- Royaume-Uni : 17 octobre 2011 lors du Festival du film de Londres
- Suède : 28 octobre 2011
- Danemark : 3 novembre 2011
- Russie : 8 décembre 2011
- Royaume-Uni : 22 février 2012 lors du Glasgow Film Festival
- États-Unis : 11 mai 2012
- Allemagne : 2 août 2012
- Japon : 6 juin 2014 (pour la sortie en DVD)

### Recettes
Le film réalise 218 529 entrées en France en 2011 et récolte 43 040 $ aux États-Unis.

## Distinctions
Le film reçoit les distinctions suivantes :
- Festival Jean Carmet des Seconds Rôles 2011 - Nominations dans les catégories :
  - Seconds rôles féminins : Arsinée Khanjian, Clara Ponsot et Joséphine de Meaux ;
  - Seconds rôles masculins : Olivier Rabourdin, Ken Samuels et Eric Ruf.
- London Film Festival - Festival International du Film de Londres 2011 : nomination pour Gérald Hustache-Mathieu dans la catégorie French Revolutions ;
- Festival du Film Français d'Helvétie 2011 : nomination pour Gérald Hustache-Mathieu dans la catégorie Journée Bleue ;
- Nommé au festival international du film de Chicago dans la catégorie meilleur film de l'année (Gold Hugo) en 2012.